# Heraclea de Lucània
Heraclea —grec antic: Ἡράκλεια— fou una de les colònies gregues que formava part de la Magna Grècia. Estava situada al golf de Tàrent entre els rius Aciris (l'actual riu Agri) i Siris (avui Sinni). Les ruïnes d'aquesta antiga ciutat estan en l'actual municipi de Policoro, a la província de Matera, regió de Basilicata, Itàlia. El seu nom és degut a haver escollit Hèracles com a déu protector de la ciutat; l'afegit «de Lucània» és per distingir-la d'altres ciutats amb el mateix nom.

## Història

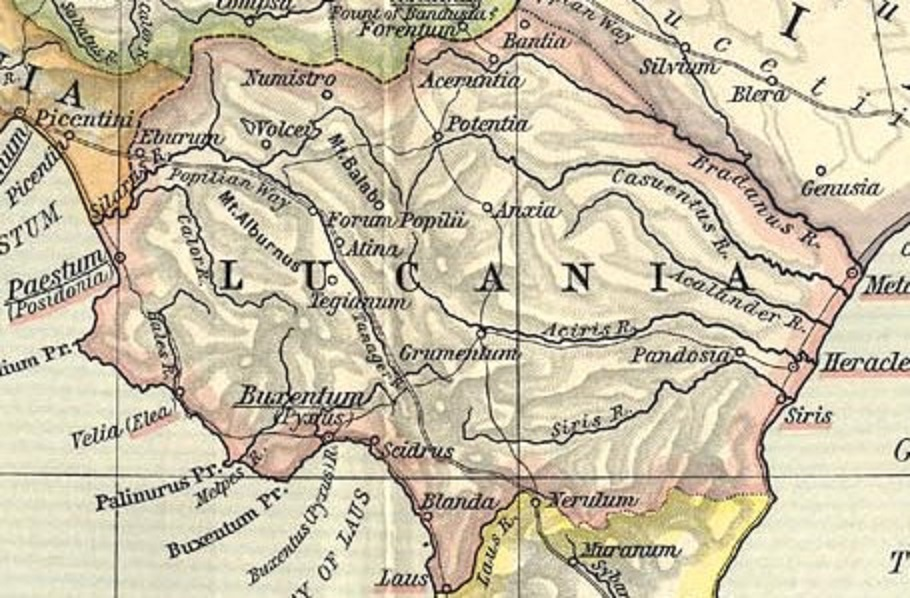
Mapa de l'antiga Lucània, amb Heracleia al centre de la part dreta.

Fou una colònia grega, però fundada en un període considerablement posterior a la majoria de les altres ciutats gregues situades en aquesta part de la península Itàlica. El territori on era, havia estat abans propietat de la colònia jònia de Siris i, després de la caiguda d'aquella ciutat sembla que va ser objecte de disputa entre els estats de la rodalia. Els atenencs van recamar els seus drets sobre el territori de Siris,i probablement per això els turis, procedents d'Atenes, van muntar una colònia gairebé immediatament després d'arribar. Es van trobar però amb la resistència dels tarentins i va sorgir una guerra entre els dos estats, al final de la qual es va acordar que podien fundar una colònia nova però de fet el territori va acabar sent compartit amb els tarentins. Els pocs supervivents de l'antiga Siris van quedar annexats a la nova ciutat i semblava que els nous colons ocuparien el lloc on havia estat Siris, però poc després s'ho van repensar i es van traslladar a uns 24 estadis de distància, més a prop del riu Aciris. Aquesta nova colònia en un nou emplaçament va rebre el nom d'Heracleia. Siris no va deixar d'estar habitada, però va quedar relegada a ser el port d'Heracleia.
Segons l'historiador Diodor de Sicília la fundació va començar el 432 aC, catorze anys després de l'establiment de Turis, data que coincideix amb la narració d'Estrabó, al qual cita Antíoc de Siracusa. Diodor, igual com Titus Livi, es refereix a ella com "la colònia de Tarentum". Antíoc és l'únic autor que esmenta la fundació compartida. Plini el Vell erròniament diu que Heracleia i Siris eren una mateixa ciutat, i potser seguint la mateixa creença va ser que Livi va incloure Heracleia entre les ciutats de la Magna Grècia on Pitàgores va instaurar la seva escola.
Sembla que la nova colònia va despuntar ràpidament en poder i prosperitat, protegida pels tarentins, que en aquell temps estaven en guerra amb els messapis. Probablement per això va ser escollida com a lloc per a realitzar l'assemblea general (πανήγυρις) dels italiotai (Ὶταλιῶται, els grecs de la Magna Grècia); es tractava d'una trobada en principi de caràcter religiós però que, si calia, abordava també qüestions polítiques.
Més enllà del fet que va ser una ciutat pròspera, probablement degut a la terra fèrtil on estava situada, hi ha poca informació sobre la seva història fins a arribar al període en què va començar a perdre importància. Sembla probable que estaria implicada en les guerres que els tarentins van tenir contra els messapis i els lucans, i tot fa pensar que va caure gradualment en un estat de gairebé dependència respecte de Tarentum. Quan Alexandre, rei de l'Epir, va arribar a la península Itàlica, primer fou convidat dels tarentins però després aquests li van ser hostils i ell se'n va venjar prenent la ciutat d'Heracleia. També s'esmenta la ciutat quan les assemblees generals d'Heracleia van ser transferides a Turis. Durant les guerres pírriques, Heracleia fou l'escenari del primer enfrontament entre els romans i les tropes de Pirros. El cònsol Publi Valeri Leví fou vençut pels epirotes a la batalla d'Heraclea. En la narració d'aquesta batalla queda palès el desconeixement geogràfic dels cronistes que, en el cas de Luci Anneu Flor confon el riu Siris amb el Liris, errada repetida per Pau Orosi.

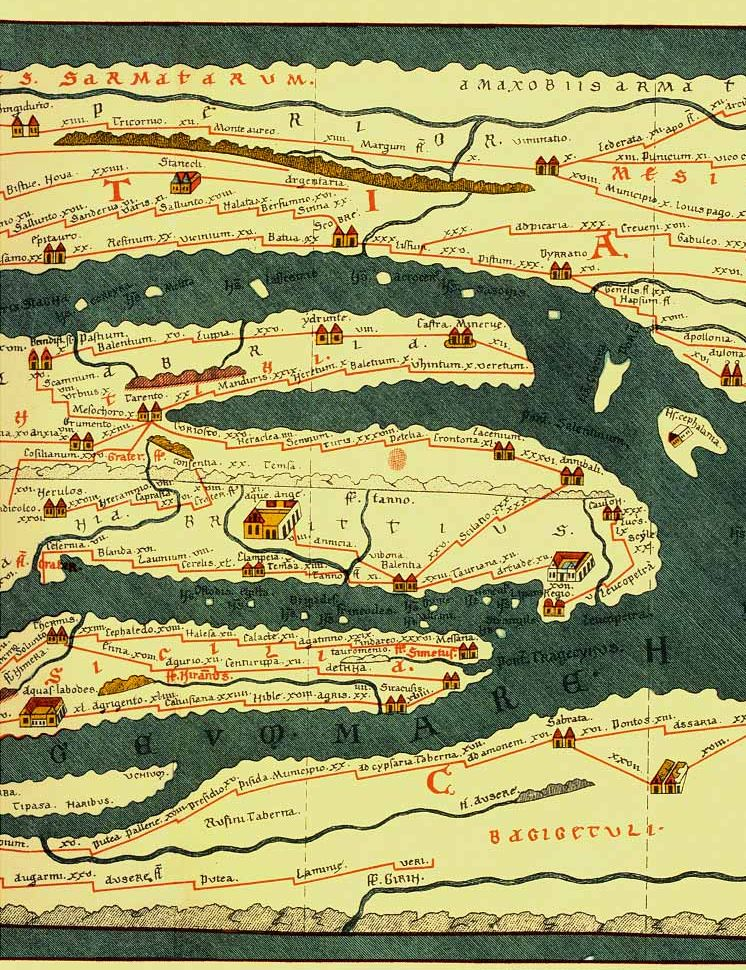
Secció de la Tabula Peutingeriana, mapa el segle IV on es veu Heraclea.

És evident que en aquesta època Heracleia estava en aliança amb els tarentins i els lucans contra Roma i, sembla que amb l'objectiu de trencar aquesta aliança, els romans els van oferir un tractat amb millors condicions als d'Heracleia, i el mateix Ciceró en reconeix la singularitat del pacte quan diu prope singulare foedus. Heracleia va mantenir aquesta condició de privilegi durant tot el període de la República Romana; i quan el 89 aC la Lex Plautia Papiria va conferir la ciutadania romana a les ciutats de la regió, van dubtar molt si els convenia canviar les condicions del seu pacte per les d'aquesta llei.
Heracleia va cedir a la pressió d'Hanníbal el 212 aC. No hi ha notícies de la participació de la ciutat en la guerra social (91–88 aC), però segons deixa entreveure Ciceró, tota la regió va quedar destruïda per les flames en aquest període. Ciceró també l'esmenta en el seu escrit de defensa pel poeta Aule Licini Arquies —el qual havia estat adoptat com a ciutadà d'Heracleia—, com una de les ciutats importants gregues encara ben considerades pels romans. El seu nom apareix en l'itinerari d'Antoní i a la Tabula Peutingeriana. Durant l'imperi un ramal de la carretera cap a Venusia, que passava per la costa entrava a Heracleia.

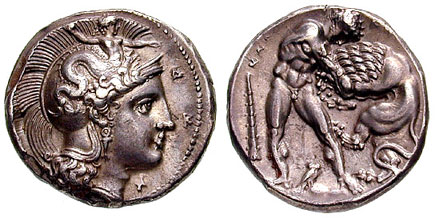
Moneda de plata, Heracleia (390-340 aC). Anvers: cap d'Atena amb la inscrició ΗΡΑΚΛΗΙΩΝ (dels heracleus) r;evers: Hèracles lluitant amb el lleó de Nemea.

El moment i les circumstàncies de l'abandonament d'aquesta ciutat són desconeguts. Les seves ruïnes consistents en uns pocs monticles de terra i fonaments de cases, es troben dins el municipi de Policoro. En el lloc es va trobar ceràmica, joies i monedes. Aquesta zona va estar gairebé deshabitada durant segles —Policoro, que en grec vol dir «plaça llarga» era un lloc insignificant— fins que, a prop d'allí, i en època medieval es va fundar la ciutat d'Anglona, que va acabar en mans dels sarraïns i la van rebatejar amb el nom de Tursi, que avui dia manté.

## Tabulae Heracleenses
Les tauletes de bronze anomenades Tauletes d'Heraclea (Tabulae Heracleenses), es van trobar a poca distància del jaciment arqueològic d'Heracleia, en direcció a Metapont. Són importants pel que fa a l'estudi del dret romà. Té dues inscripcions: una en llatí (feta al voltant de l'any 89 aC, quan Heracleia va adquirir la ciutadania romana) i l'altra en grec dòric (datada del segle III).

## Art
Heracleia és esmentada com la terra nadiua del famós pintor Zeuxis, encara que hi ha dubtes per afirmar això, ja que es diu el mateix d'altres ciutats anomenades Heraclea. Però sí que és cert que, igual com les seves veïnes citats gregues, va florir en l'art, testimoni d'això són els objectes de ceràmica trobats entre les ruïnes d'Heracleia. Les monedes que hi havia són molt variades i valorades pel seu disseny. Per altra banda el nombre de monedes trobat evidencien l'opulència d'aquesta ciutat.

## Galeria d'imatges

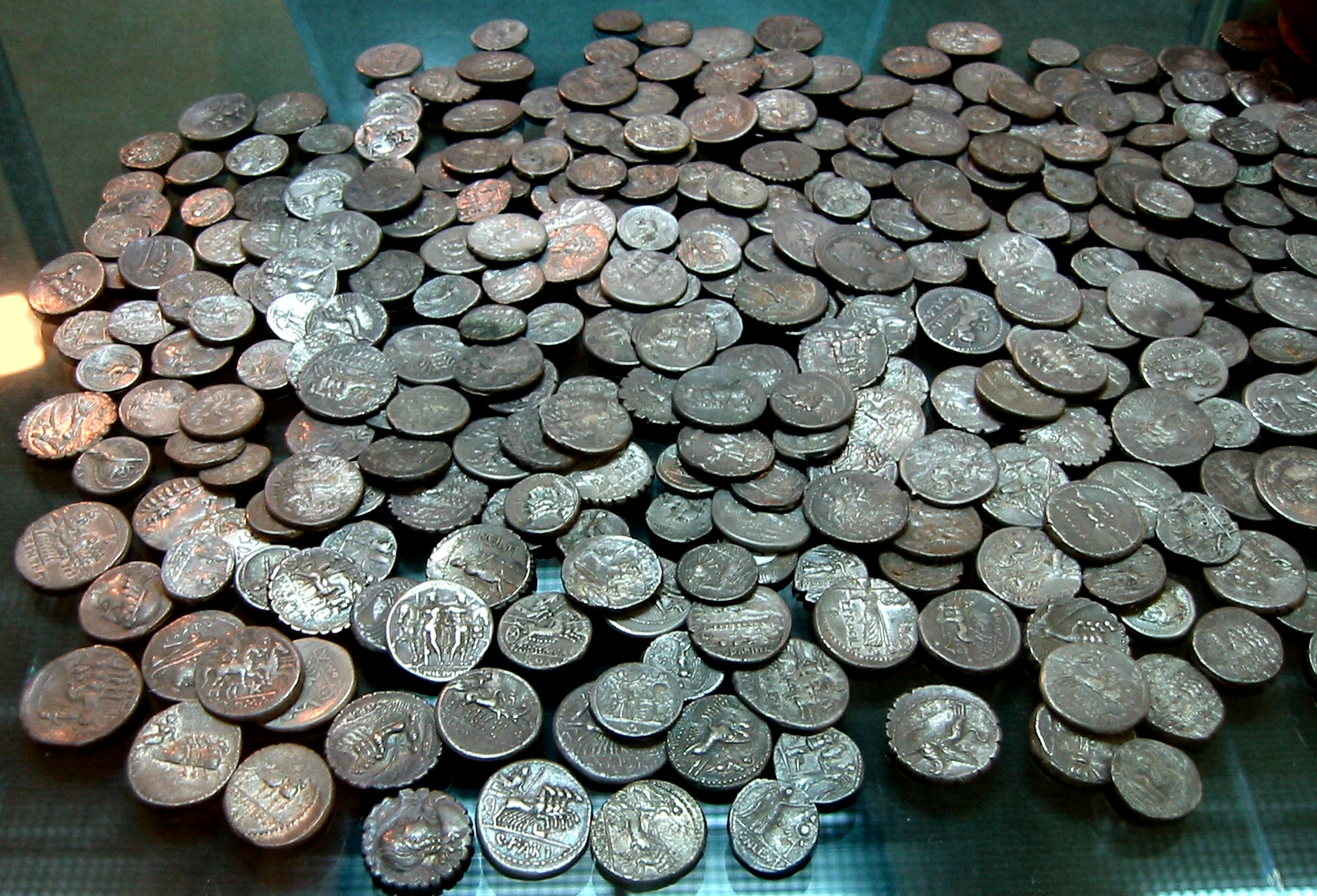
monedes d'Herracleia
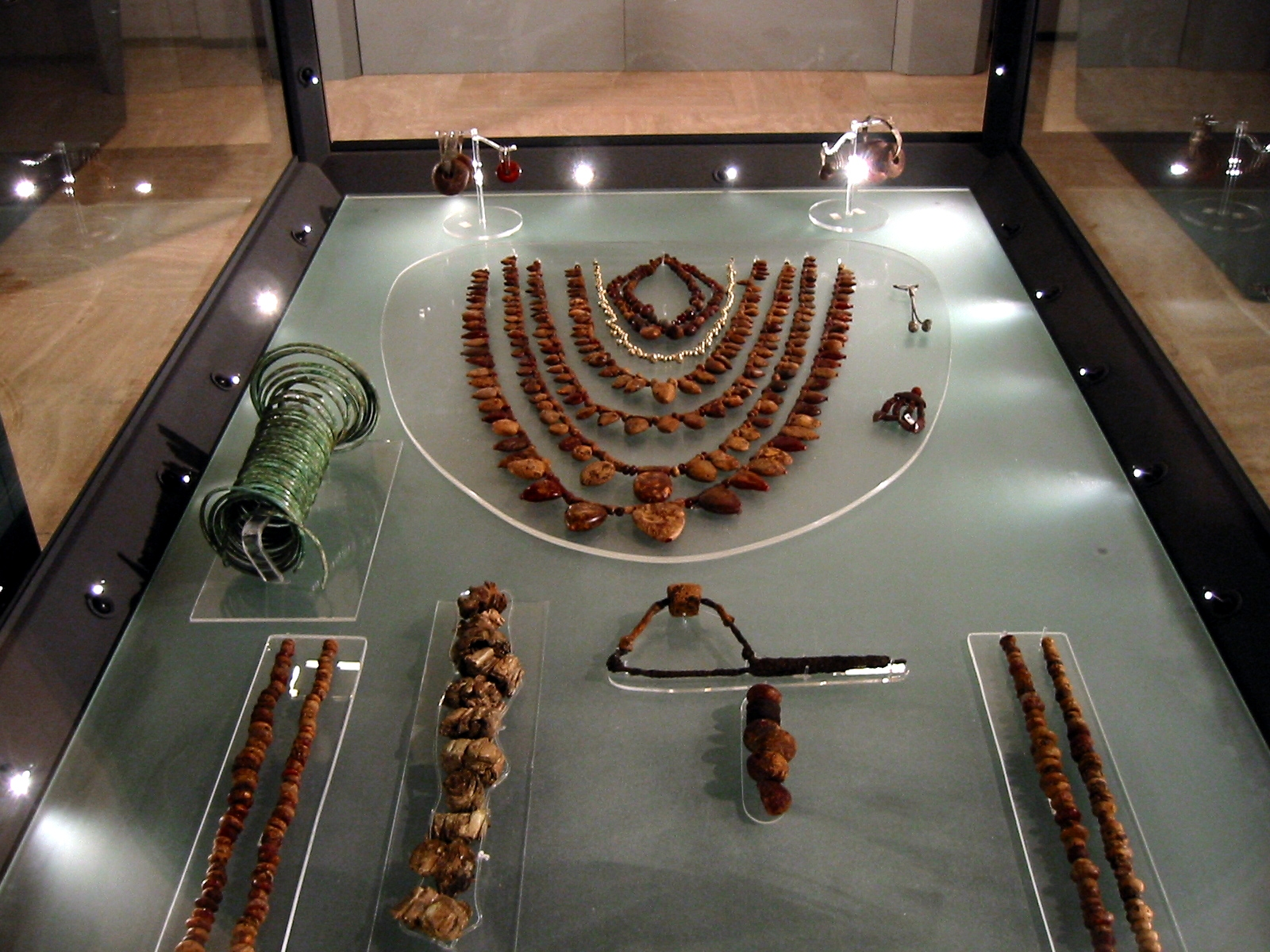
joies
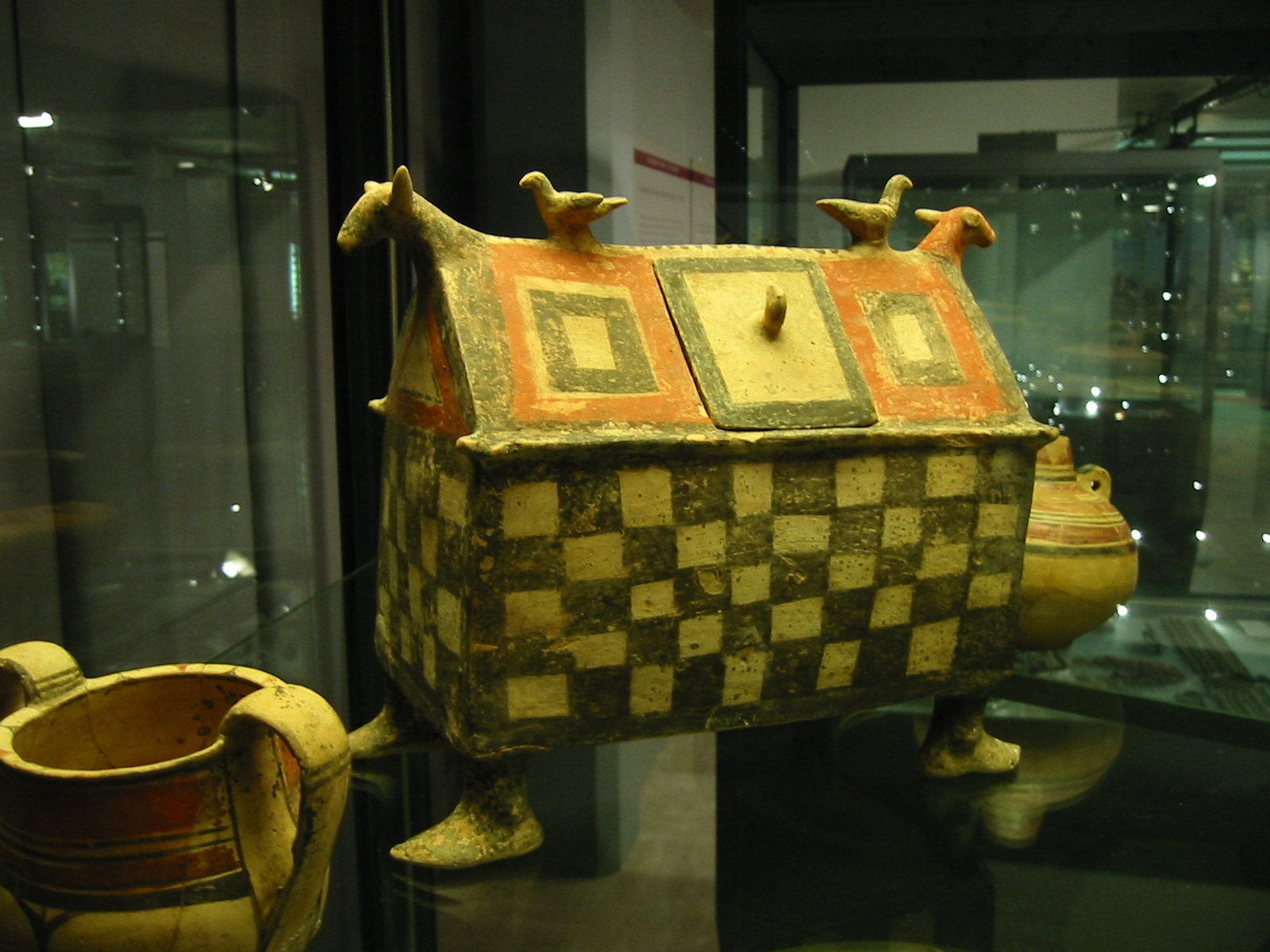
ceràmica
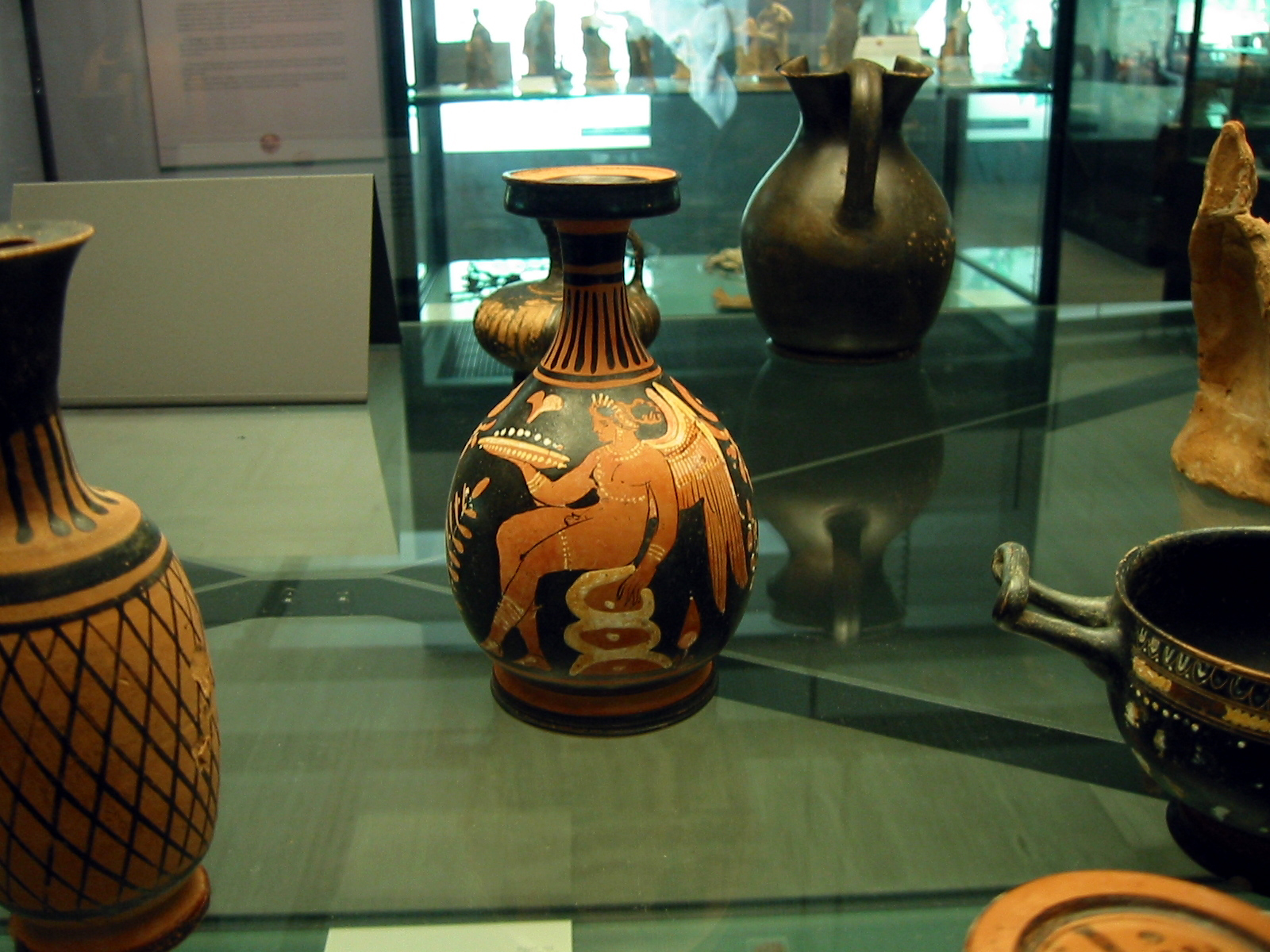
ceràmica